# W Большого Пса
W Большого Пса (лат. W Canis Majoris), HD 54361 — одиночная переменная звезда в созвездии Большого Пса на расстоянии приблизительно 1807 световых лет (около 554 парсеков) от Солнца. Видимая звёздная величина звезды — от +6,98m до +6,39m.

## Характеристики
W Большого Пса — красная углеродная пульсирующая медленная неправильная переменная звезда (LB) спектрального класса C6,3(N). Радиус — около 234 солнечных, светимость — около 15610 солнечных. Эффективная температура — около 2900 К.